# 森口博子
森口 博子（もりぐち ひろこ、1968年〈昭和43年〉6月13日 - ）は、日本の歌手、声優、タレント、司会者。本名、花村 博美（はなむら ひろみ）。
福岡県福岡市南区大楠出身。ノーリーズン（第一プログループ）所属。デビュー時のキャッチフレーズは「よかった。君がいて」であった。元祖バラドルの代表格。

## 来歴
福岡市立高宮中学校卒、福岡県立福岡中央高等学校入学後、レコードデビューを機に高校2年の2学期に堀越高等学校芸能コースに転校し同高卒業。堀越高等学校での同級生には、荻野目洋子、武田久美子、井森美幸、岩井小百合、村田恵里、高橋美枝などがいた。
4人姉妹の末っ子。8歳の時に両親が離婚した後、4人姉妹は母親の元で育てられるが、母親の教育は恋愛禁止などかなり厳しかった。しかし、生活が苦しい中でも母は幼少時代から歌手に憧れる森口の夢を応援しており、多くの歌合戦に積極的に出場させてくれたという。
中学生になると、福岡のスクールメイツに所属してレッスンを積む傍ら、80年代のアイドルが福岡でコンサートを開いた時やその他音楽番組などでバックダンサーをしていた。アイドル歌手を目指して、数多くのオーディションを100個以上受けたが、落選続きだった。

### アイドル歌手デビュー
NHK総合『勝ち抜き歌謡天国』(1985年3月)で準優勝したことがデビューに繋がった。1985年8月5日、スターチャイルド（キングレコード）からアニメ『機動戦士Ζガンダム』の後期オープニングテーマ曲「水の星へ愛をこめて」でアイドル歌手としてデビューし、オリコン16位のスマッシュヒットとなった。
ちなみに1985年5月のオーディションから始まって6月にレコーディング、7月に福岡から上京して8月にはレコードデビューという慌ただしいスタートだった。同期に本田美奈子.、森川美穂、中山美穂、芳本美代子、斉藤由貴、南野陽子、浅香唯、井森美幸、松本典子、大西結花、中村繁之、若林志穂らがいる。
しかし、次以降の曲にヒットが続かず、歌手としての認知度向上にはならなかった。1988年、アニメ『鎧伝サムライトルーパー』が当時のアニメ好きな女子中高生を中心にヒットし、後期テーマ曲であった「サムライハート」も人気を博し、オリコンのシングルランキングで、88位にチャートインした。

### 転機
高校卒業を前にして所属事務所からリストラ宣告され、福岡に帰されそうになるが、泣きながら「なんでもやりますから帰さないで」と懇願。事務所からもらった最初の仕事は、バラエティ番組の企画で「雄ロバを口説いてきなさい」というもので「何をやっているんだろうと思ったけど、ここでやらないと全国の人に顔を覚えてもらえない」とバラエティの仕事を「一生懸命」やった結果、その後は、歌手としての活動よりもクイズ番組やバラエティ番組の出演が多くなり、トーク中心のキャラクターを磨いていく。
フジテレビ『ものまね王座決定戦』で、工藤静香のものまねを披露して優勝。抜群のノリとその明るさで、当時既にバラドルとして活躍していた後輩の山瀬まみや、同期で親友の井森美幸、先輩の松本明子らと名を連ねる。また、自慢の美肌やスタイルをアピールした写真集も発売された。

### 1990年代～2000年代
1991年、劇場版アニメ『機動戦士ガンダムF91』の主題歌「ETERNAL WIND〜ほほえみは光る風の中〜」（以下、「ETERNAL WIND」）が、自身最大のヒット曲となる（後述）。この曲を契機に、ガンダムファンやアイドルファンだけでなく、バラドルとしての彼女を知る一般層にも歌手として認知されるようになった。
その後の曲もヒットし、『NHK紅白歌合戦』（NHK総合・ラジオ第1）には第42回（1991年）から第47回（1996年）まで、6年連続で通算6回出場した。実現には至らなかったものの、この間に幾度も紅組司会の候補に挙がった。
また、この年はバラドルとしての露出が激増した3年目にあたり、1週間全ての曜日のバラエティ番組（合計12本）にレギュラー出演していた。翌1992年からは初の冠番組としての「夢がMORI MORI」（1992〜1995）が始まり、バラドルとしての絶頂期を迎える。
女優業では、2003年度NHK総合連続テレビ小説『てるてる家族』で弘子役を演じる。TBS『愛の劇場』でも2作品に主演するなど、コンスタントにお茶の間の人気者として活躍している。
2005年12月、香川伸行が監督に就任して結成された社会人野球チームの、福岡美咲ブラッサムズ（現・福岡オーシャンズ9）で総監督に就任。しかし、2006年をもって香川らと共に退団した。

### 2010年代
2012年2月28日、南野陽子・西村知美との3人組ユニット「Blooming Girls」の結成を発表。同年6月13日、「Blooming Girls」としてデビューシングル「Knock!! Knock!! Knock!!」を発売。オリコン週間チャート66位を記録。2017年以降、大晦日のももいろ歌合戦（BS日テレ・フジテレビNEXT・ニッポン放送など）に出場。
2017年開始の番組『Anison Days』ではMCとともにアニメソングの紹介、歌唱を行っている。
2019年8月7日に「ガンダムシリーズ」の主題歌やエンディングテーマなどのカバーアルバム『GUNDAM SONG COVERS』を、2020年9月16日に第2弾となる『GUNDAM SONG COVERS 2』、2022年3月9日に第3弾となる『GUNDAM SONG COVERS 3』をそれぞれ発売しヒット（後述）。

### 2020年代
2021年8月4日、24年ぶりのオリジナルアルバムとなる『蒼い生命』を発売。同アルバムの新曲は全て、森口が作詞に携わっている。

## エピソード

### 子供時代
4歳の時点で既に将来の夢は、歌手になることだった。本人によると、幼稚園児の時に地元テレビ局ののど自慢番組で麻丘めぐみの「芽ばえ」を歌唱。5歳で全国放送の『ちびっこものまね紅白歌合戦』に初出場したのを皮切りに小学6年生までほぼ毎年出場し、当時人気だった70年代女性アイドルの歌を歌った。当時は出演のたびに福岡から上京しては中野サンプラザのステージで生バンドの演奏で歌い、観客の拍手に包まれる快感を覚え「私の居場所はここだ、絶対に歌手になる」と決意を固くしたという。本人は、この頃のステージ歌唱を“ライブの原体験”と位置づけている。
小学生の頃からボイストレーニングやダンスレッスンに通い出し、その後生徒の中でも優秀だったことから特別に月謝が免除になり家計が助かったとのこと。小学生時代にテレビの歌番組に何度か出た経験から歌には自信があり、中学生になるとクラスメートから色々と「あの歌を歌って」とせがまれては教室で上機嫌で歌っていた。しかし、後日オーディションを受け始めると落選が続いたことで、初めて「あ、私って大したことなかったんだ」と気づいたという。ちなみにこの頃書いていた日記の内容は、オーディションの落選続きに対する苦悩がほとんどだったという。

### 不遇な高校時代
本人は『Zガンダム』の主題歌で歌手デビューできたこと自体は喜んだが、同時に「当時の私は、王道のアイドルとは少し違う扱いでした」と回想している。森口によると「当時期待されていたアイドルは春にデビューすることが多かった」とのことで、期待された他のアイドルと違いデビューが8月でプロモーションの時期もズレていたとしている。
また、森口によると当時の芸能事務所やレコード会社には、『この子に（社運を）賭ける』というような一押しの歌手が一人いたとしている。しかし森口の場合、事務所には同期の松本典子、レコード会社の同期には中山美穂がいて、「私はどっちの会社でも“一番”じゃなかった」と回想している。
福岡の高校から転校した堀越高校の芸能コースでは、荻野目洋子、武田久美子、井森美幸と同じクラスに転入した。その後、仕事が忙しく学校を欠席することが多い荻野目たちに比べて、森口は仕事が少なすぎて皆勤賞になりかけるくらい毎日学校に通っていた。自分だけ学校にいるのが辛くなり、時には嘘の早退届を出して仕事に行くフリをするなど惨めな思いもしたという。
ただし、そんな状況でも当時は福岡に帰りたいと思ったことは一度もなく、後年「人前で歌いたい一心だったし、（レコードデビューはしたもののまだまだ知名度は低く）スタートラインにも立ててないと感じていた。とにかく“チャンスさえもらえたら”と思い続けていた」と回想している。

### バラドルとして
バラエティ番組には当初乗り気ではなかったが、「とにかくまずは名前と顔を覚えてもらって、いつか絶対に歌につなげるんだ」と覚悟を決めて臨むようになったという。その後、だんだんバラエティの仕事における楽しさややりがいを感じるようになり、1987年くらいから徐々にバラドルとして活躍し始める。
特に1991年頃は多忙を極め、時には移動時間が含まれていないスケジュールがあったり、全ての収録を終えて家に帰っても寝る時間がほとんどなかった。また、1992年に『夢がMORIMORI』が始まった時は多忙により体調が不安定なことが多かったとのこと。
本人は後年「（バラエティ番組出演という形で）チャンスを下さったスタッフやテレビ局の方には本当に感謝してします。あの時名前と顔を覚えてもらったから、今でも大好きな歌が歌えている部分は間違いなくあります」と感謝を述べている。
イントロクイズが得意ということで、フジテレビ系で『クイズ・ドレミファドン!』でMVPを獲得したことがある。しかし本人曰く、空気をちゃんと読んでいたものの番組を視ているファンの心理を考えると「答えなければ」という気持ちになって、正解を多く重ねた（この番組での総正解数は「36問」とのこと）が、それで後に同番組には呼ばれなくなったという。

### 歌手としての転換期
2015年のシングル「星より先に見つけてあげる」をリリースした頃から、ネットで「森口博子がスゴい」、「歌唱力に磨きがかかってる」などの声が上がったという。これについて森口は、2007年に『タイタニック』でミュージカルに初挑戦したことがきっかけで歌い方が変わり、歌手としての大きな転換期になったとしている。
『タイタニック』ではオペラを基調とした曲が使われ、共演者のほとんどがミュージカル経験者だった。そんな中、ポップス出身の森口は稽古中何をやっても、外国人の演出家から「ノーノーノー！」、「キルユー！」などとダメ出しをされ続けた。その稽古中、風邪をひいてしんどかったため念のため病院で血液検査をした所、血液中のストレス数値が“プロボクサーの試合直前の極限状態”ぐらいあり、医者から「相当ストレス抱えてますね」と言われたという。
本作の稽古は大変ではあったが、演出家から歌い方に徹底的なダメ出しをされ、ボイトレにも以前より真剣に通うようになった。これらのおかげで声の幅や表現力が目に見えて変わったことが自信にも繋がり、以前に増して周囲から好評価を得ているという。

### ガンダムソング関連
『ガンダム』シリーズ作品の主題歌やテーマソングを年代ごとに歌唱を担当（シングル発売）している（10代「水の星へ愛をこめて」、20代「ETERNAL WIND」、30代「もうひとつの未来 〜starry spirits〜」及び「それでも、生きる」（ゲーム『SDガンダム GGENERATION SPIRITS』のOPとEDの各テーマソング）、40代「宇宙の彼方で」（劇場版『機動戦士ガンダム THE ORIGIN Ⅳ 運命の前夜』の主題歌）、50代「Ubugoe」（劇場版『機動戦士ガンダム ククルス・ドアンの島』主題歌））。後年「世代も国境も超えるアニソンは私にとって永遠の宝物。ガンダムファンのみんなと繋がることができて幸せ！」とコメントしている。

#### デビュー曲「水の星へ愛をこめて」
10代の頃に先述の歌番組『勝ち抜き歌謡天国』に出たことで、レコード会社から機動戦士Zガンダムの主題歌「水の星へ愛をこめて」のオーディション参加に誘われた。そのオーディション時、キングレコードのディレクターから「声がすごく良かった」とスカウトされて所属が決まった。
「水の星へ愛をこめて」のレコーディングは、転校前だったため福岡の高校に通いながら行った。この時、ディレクターから「この曲は上手に歌おうと思わなくていいからね。言葉を大切に語尾を大事に歌ってほしい。君が大人になって何十年経っても歌える歌だから」と助言された。そのディレクターは40代で亡くなってしまったが、森口は今（2021年9月）もこの曲を歌うたびにレコーディング時のやり取りを思い出すとのこと。
その後同曲は、2018年5月5日にガンダム40周年を記念してNHK BSプレミアムで放送された、『発表！全ガンダム大投票』のガンダムソングス部門で1位を獲得。

#### 「ETERNAL WIND～ほほえみは光る風の中～」
バラドルで人気タレントとなった後の1991年に、「機動戦士ガンダムF91」の主題歌「ETERNAL WIND」でオリコンシングルチャート最高9位になり自身初となるオリコン週間チャートでベスト10入りした。その後27週にわたってベスト100以内に留まり、年間ランキングでも47位に入った。
同曲で『紅白歌合戦』に初出場を果たすと、視聴者から「森口博子って歌手だったんだ」という反響が大きく、本人は後年「（デビューから7年目にして）この時やっと歌手としてのスタートラインに立てたと実感しました」と述べている。この時の紅白では、「ETERNAL WIND」の歌詞を少しだけ間違えている。
その後同曲は、先述の『発表!全ガンダム大投票』のガンダムソングス部門で3位にランクインしている。

#### 「宇宙の彼方で」
『機動戦士ガンダム THE ORIGIN Ⅳ 運命の前夜』の主題歌「宇宙の彼方で」は、当初制作サイドから「森口さんは“女神様”のようなポジションで歌っていただけたら。（作中で描かれる）大変な争いごとを俯瞰で捉えているような立場で歌って下さい」とオファーされた。森雪之丞のストレートで衝撃的な歌詞に服部隆之の美しくて切なくて壮大なスペースオペラの楽曲ということで、歌いこなせるか不安になった。しかしプロデューサーから「瓦礫とか屍みたいな衝撃的な言葉でも、森口さんに歌ってもらうとスーッと自然に届けられると思う」と言われたことで「よし！やってみよう」と前向きにレコーディングに臨めたとのこと。
本人は「『機動戦士Zガンダム』でデビューした私が、ガンダムの歴史の始まりの歌（「宇宙の彼方」）を歌うっていう、この奇跡のバトンに感動しました」とコメントしている。

#### その他
2012年8月25日のアニメロサマーライブ1日目にシークレットゲストとして登場し「水の星へ愛をこめて」と「ETERNAL WIND」を披露した。2015年6月20日・21日のKING SUPER LIVE 2015にも出演し、同じくこの2曲を披露している。
2019年に発売したカバーアルバム『GUNDAM SONG COVERS』は8月19日付オリコン週間アルバムチャートで3位となり自己最高位を更新。これにより1991年に発売したアルバム『Eternal Songs』以来28年2か月ぶりにトップ10入りし、女性アーティストのアルバムTOP10入りインターバル記録を更新した。また、このアルバムによって第61回日本レコード大賞企画賞を受賞している。
2020年に発売した第2弾のカバーアルバム『GUNDAM SONG COVERS2』は、前作を上回るオリコン週間アルバムチャートで2位を獲得。

## 人物

### 芸名や愛称など

#### 芸名
森口博子という芸名は、平尾昌晃歌謡教室（現・平尾昌晃ミュージックスクール）時代の恩師でもある平尾昌晃の命名。姓の「森口」はプロゴルファーの森口祐子から拝借したが、「森口博美」では字画が悪いという理由で名を「博子」に変えた。

#### 愛称
- 「花ちゃん」 - 小学校低学年の頃に本名から[28]。
- 「もげ」 - 小学校高学年の頃に本名の花村という姓を元に同級生から「ハナモゲラ」→「もげ」（及び「もげしゃん」）と呼ばれるようになり高校時代までの間に変遷していったもの。2015年時点でもコンサートに訪れた学生時代の友人からは、この愛称で呼ばれている[28]。
- 「ムーチョ」 - 堀越時代に本人が湖池屋のお菓子「カラムーチョ」ばかり食べていたことから。
- 「ピロ子」 - バラドル時代に放送作家の鈴木おさむから、「森口さんも（ラジオパーソナリティの松本ともこ[注釈 25]さんの“マッピー”みたいに）何かニックネームを考えた方がいい」との助言から生まれた[29]。、現在（2020年時点）も使われている[30]。
- 「ガンダム姉さん」、「ガンダムの女神」 - いつ頃からかは不明だが主にガンダムファンなどからこう呼ばれている[22][31]。

### 考え方など
若い頃は多忙なスケジュールも気合で乗り切れたが、厄年である32歳（2000年頃）になった頃から胃腸の調子が悪くなるなど、忙しさからくる体調の変化がはっきりと出るようになった。これについて本人は、“生き方（仕事や生活環境）を見直す神様からのメッセージ”として、それ以降体を温めるものを取り入れるなど食事を気にしたり、毎朝20分間のストレッチを始めた。また、母から「笑顔でいれば運気が上がる」との助言ももらい、これらにより回復するとバラエティの仕事中心だったのが徐々に歌の仕事や『タイタニック』の舞台などの仕事が増えて行き、声量も増えるなど全てが好転したとのこと。
恋愛について若い頃は、「年上好きで、年下はチャラチャラしてそうで嫌」と思っていた。ただし、その後考えが少し変わったようで、2016年頃にタクシー待ちで偶然出会った20代のイケメンにナンパされた時は「ちょっと嬉しかった」としている。また結婚に対しても当時は、「白馬の王子様と30歳までにしたい」などと言っていた。
実生活ではこれまでに何度か結婚の話はあったそうだが、「仕事を辞めて家庭に入ってほしい」という考えの男性がほとんどで、本人は「その選択は考えられなかった」として破局に至ったという。現在（2021年9月）は少なからず結婚願望を持ちながらも、一人の自由な生活が気に入っているという。
酒類は、一切飲めない。

### 対人関係
中学校の先輩にあたるタモリとは、番組総合司会者を務めた『笑っていいとも!』で共演（森口は1989年10月から1997年3月までレギュラーとして出演）。タモリについて「芸能界の頼もしい大先輩であり私にとっては身近な親戚のおじさんのような、時にはいたずら少年のような面白い人」と評している。タモリにはたまに相談事をしてはアドバイスをもらっているとのこと。
母校である福岡市立高宮中学校には先輩にタモリの他、髙橋真梨子、後輩に博多華丸と氷川きよしなどがいる。
志村けんとはコントで共演した事が多く、笑いの師匠として尊敬している。
歌手の荻野目洋子とは高校時代のクラスメイトで現在でもとても仲が良く、テレビ番組での共演も多い。
同じくクラスメイトだった親友の井森美幸とは、今（2021年9月）でもたまに電話してはお互いを褒め合っているとのこと。
松田聖子のデビュー当初からの大ファンで、自身のデビュー後に歌番組で何度か共演している。ある年の松田の誕生日にプレゼントを贈った所、後日お返しに「博子ちゃんへ。いつも元気をもらっています」との手紙と共に松田のブランドのジージャンをもらっており、宝物のように大事にしているとのこと。

## ディスコグラフィー

### シングル
|                                   | 発売日                            | タイトル                                  | 収録曲 | 規格                              | 規格品番                          | 最高位                            |
| キングレコード / スターチャイルド | キングレコード / スターチャイルド | キングレコード / スターチャイルド         | キングレコード / スターチャイルド | キングレコード / スターチャイルド | キングレコード / スターチャイルド | キングレコード / スターチャイルド |
| --------------------------------- | --------------------------------- | ----------------------------------------- | --- | --------------------------------- | --------------------------------- | --------------------------------- |
| 1st                               | 1985年8月7日                      | 水の星へ愛をこめて                        | 1. 水の星へ愛をこめて 作詞：売野雅勇／作曲：ニール・セダカ／編曲：馬飼野康二 2. 銀色ドレス 作詞：井荻麟／作曲・編曲：馬飼野康二 | EP                                | K10X-23031                        | 16位                              |
| 2nd                               | 1986年2月21日                     | すみれの気持ち -TRY ME AGAIN-             | 1. すみれの気持ち -TRY ME AGAIN- 作詞：康珍化／作曲：小林明子／編曲：鷺巣詩郎 2. 上級生 作詞：森浩美／作曲：中崎英也／編曲：笹路正徳 | EP                                | K07S-10075                        | 87位                              |
| 3rd                               | 1987年4月21日                     | Still Love You                            | 1. Still Love You 作詞・作曲：井上望／編曲：倉富義隆 2. Generation 作詞：椎名恵／作曲：大内義昭／編曲：倉富義隆 | EP                                | K07S-10176                        | -                                 |
| 4th                               | 1987年11月21日                    | 枯葉色のスマイル                          | 1. 枯葉色のスマイル 作詞：福永ひろみ／作曲：松宮恭子／編曲：馬飼野康二 2. 純真（ロマンス） 作詞：佐藤ありす／作曲：奥慶一／編曲：鷺巣詩郎 | EP                                | K07S-10228                        | -                                 |
| 5th                               | 1988年4月21日                     | エンドレス・ドリーム                      | 1. エンドレス・ドリーム 作詞：竜真知子／作曲：芹澤廣明／編曲：矢島賢 2. 遠くから見ていて 作詞：竜真知子／作曲：芹澤廣明／編曲：矢島賢 | EP                                | K07-10248                         | -                                 |
| 5th                               | 1991年3月21日                     | エンドレス・ドリーム                      | 1. エンドレス・ドリーム 作詞：竜真知子／作曲：芹澤廣明／編曲：矢島賢 2. 遠くから見ていて 作詞：竜真知子／作曲：芹澤廣明／編曲：矢島賢 | 8cmCD                             | KISA-17                           | 94位                              |
| 6th                               | 1988年9月21日                     | サムライハート                            | 1. サムライハート 作詞：三浦徳子／作曲：茂村泰彦／編曲：戸塚修 2. BE FREE 作詞：三浦徳子／作曲：茂村泰彦／編曲：戸塚修 | EP                                | K07S-10279                        | 88位                              |
| 6th                               | 1988年9月21日                     | サムライハート                            | 1. サムライハート 作詞：三浦徳子／作曲：茂村泰彦／編曲：戸塚修 2. BE FREE 作詞：三浦徳子／作曲：茂村泰彦／編曲：戸塚修 | 8cmCD                             | K10X-23028                        | 88位                              |
| キングレコード                    |                                   |                                           | |                                   |                                   |                                   |
| 7th                               | 1989年8月21日                     | 夢の合鍵                                  | 1. 夢の合鍵 作詞：安藤芳彦／作曲：中島文明／編曲：加藤みちあき 2. 暮れ急ぐ街〜スターダストアイズ〜 作詞：安藤芳彦／作曲：茂村泰彦／編曲：加藤みちあき | 8cmCD                             | 091X-10013                        | -                                 |
| 8th                               | 1990年8月21日                     | 恋はタヒチでアレアレア!                   | 1. 恋はタヒチでアレアレア! 作詞・作曲：西脇唯／編曲：藤原いくろう 2. 遊ばなくっちゃくるっちゃう 作詞：前田耕一郎／作曲：前田克樹／編曲：藤原いくろう | 8cmCD                             | KIDS-12                           | 32位                              |
| キングレコード / スターチャイルド |                                   |                                           | |                                   |                                   |                                   |
| 9th                               | 1991年2月5日                      | ETERNAL WIND〜ほほえみは光る風の中〜      | 1. ETERNAL WIND〜ほほえみは光る風の中〜 作詞：西脇唯／作曲：西脇唯・緒里原洋子／編曲：門倉聡 2. 君を見つめて -The time I'm seeing you- 作詞：茂村泰彦・井荻麟／作曲：茂村泰彦／編曲：門倉聡 | 8cmCD                             | KIDS-14                           | 9位                               |
| キングレコード                    |                                   |                                           | |                                   |                                   |                                   |
| 10th                              | 1991年11月21日                    | やさしい星で                              | 1. やさしい星で 作詞：西脇唯／作曲：西脇唯・緒里原洋子／編曲：藤原いくろう 2. ガラスのオルゴール 作詞：戸沢暢美／作曲：上田知華／編曲：根岸貴幸 | 8cmCD                             | KIDS-63                           | 67位                              |
| 11th                              | 1992年5月21日                     | 夢がMORI MORI                             | 1. 夢がMORI MORI 作詞：秋元康／作曲：松本俊明／編曲：樫原伸彦 2. 水色のくちぶえ 作詞：小林まさみ／作曲：辛島美登里／編曲：大谷和夫 | 8cmCD                             | KIDS-84                           | 50位                              |
| 12th                              | 1992年9月24日                     | スピード                                  | 1. スピード 作詞：西脇唯／作曲・編曲：奥居香 2. 窓打つ雨 作詞：小西康陽／作曲・編曲：奥居香 3. スピード (マーチ・バージョン) (ボーナストラック) 作曲：奥居香／編曲：樫原伸彦, THE MORI MORI BAND | 8cmCD                             | KIDS-107                          | 15位                              |
| 13th                              | 1993年6月9日                      | ホイッスル                                | 1. ホイッスル 作詞：森口博子・西脇唯／作曲・編曲：奥居香 2. 空からの手紙 作詞：西脇唯／作曲・編曲：奥居香 | 8cmCD                             | KIDS-130                          | 10位                              |
| 14th                              | 1993年10月21日                    | 愛は夢のとなりに 〜Dear Formula 1 Pilot〜 | 1. 愛は夢のとなりに 〜Dear Formula 1 Pilot〜 作詞：森口博子・吉元由美／作曲：上田知華／編曲：本間昭光 2. 猫になる日 作詞・作曲：大城光恵／編曲：亀田誠治 | 8cmCD                             | KIDS-161                          | 25位                              |
| 15th                              | 1994年6月22日                     | 誘惑してよね夏だから                      | 1. 誘惑してよね夏だから 作詞：川咲そら／作曲：Chica Boom／編曲：本間昭光 2. おそろいの痛手 作詞：森口博子／作曲：大平勉／編曲：本間昭光 | 8cmCD                             | KIDS-188                          | 37位                              |
| 16th                              | 1994年11月3日                     | LUCKY GIRL 〜信じる者は救われる〜         | 1. LUCKY GIRL 〜信じる者は救われる〜 作詞・作曲・編曲：広瀬香美 2. 会いたくて 会えなくて 作詞・作曲・編曲：広瀬香美 | 8cmCD                             | KINS-213                          | 30位                              |
| 17th                              | 1995年3月3日                      | もっとうまく好きと言えたなら              | 1. もっとうまく好きと言えたなら 作詞：渡辺なつみ／作曲：太田美知彦／編曲：本間昭光 2. 恋人になろう 作詞：工藤哲雄／作曲：住吉中／編曲：本間昭光 | 8cmCD                             | KIDS-222                          | 19位                              |
| 18th                              | 1995年6月21日                     | あなたのそばにいるだけで                  | 1. あなたのそばにいるだけで 作詞：渡辺なつみ／作曲：田原音彦／編曲：本間昭光 2. Voyage〜We're just one〜 作詞：椎名可憐／作曲：谷本新／編曲：本間昭光 | 8cmCD                             | KIDS-232                          | 20位                              |
| 19th                              | 1995年9月21日                     | あなたといた時間                          | 1. あなたといた時間 作詞・作曲：西脇唯／編曲：水島康貴 2. Merry Christmas to You 作詞：柚木美祐／作曲：立花瞳／編曲：本間昭光 | 8cmCD                             | KIDS-252                          | 17位                              |
| 20th                              | 1996年6月5日                      | 視線                                      | 1. 視線 作詞：工藤哲雄／作曲：伊秩弘将／編曲：水島康貴 2. ありふれた痛み 作詞：椎名可憐／作曲：千沢仁／編曲：水島康貴 | 8cmCD                             | KIDS-292                          | 35位                              |
| 21st                              | 1997年3月5日                      | その胸の中でずっとずっと                  | 1. その胸の中でずっとずっと 作詞・作曲：西脇唯／編曲：武部聡志 2. いちばん深い夜と朝のあいだで 作詞・作曲：種ともこ／編曲：迫田到 | 8cmCD                             | KIDS-332                          | 60位                              |
| 22nd                              | 1997年8月21日                     | Someday Everyday                          | 1. Someday Everyday 作詞・作曲：平松愛理／編曲：清水信之 2. GIVE 作詞：中山加奈子／作曲：宮島律子／編曲：迫田到 | 8cmCD                             | KIDS-362                          | -                                 |
| 23rd                              | 1997年11月12日                    | 一人じゃないよ                            | 1. 一人じゃないよ 作詞：川咲そら／作曲：広瀬香美／編曲：門倉聡 2. もらったBath Salt 作詞：森口博子／作曲：広瀬香美／編曲：本間昭光 | 8cmCD                             | KIDS-372                          | 82位                              |
| 24th                              | 1998年11月6日                     | SAY SAY SAY                               | 1. SAY SAY SAY 作詞・作曲：広瀬香美／編曲：亀田誠治 2. 愛してることも言えずに… 作詞：きくこ／作曲：広瀬香美／編曲：亀田誠治 | 8cmCD                             | KIDS-402                          | -                                 |
| 25th                              | 2000年11月22日                    | 明日、風に吹かれて                        | 1. 明日、風に吹かれて 作詞：森本抄夜子／作曲：梅堀淳／編曲：十川知司 2. 星空 作詞：岩里祐穂／作曲：小倉良／編曲：鳥山雄司 | Maxi                              | KICM-1009                         | -                                 |
| 26th                              | 2005年4月27日                     | 優しくなりたい                            | 1. 優しくなりたい 作詞・作曲：信保陽子／編曲：渡辺雄一 2. 出逢ってくれてありがとう 作詞：森口博子／作曲：森口博子・信保陽子／編曲：渡辺雄一 | Maxi                              | KICM-1136                         | 171位                             |
| 27th                              | 2007年11月28日                    | もうひとつの未来 〜starry spirits〜       | 1. もうひとつの未来 〜starry spirits〜 作詞：青山紳一郎／作曲・編曲：多東康孝 2. それでも、生きる 作詞：森口博子／作曲：鮎澤貴秀／編曲：齋藤真也 | Maxi                              | KICM-1223                         | 23位                              |
| 28th                              | 2010年5月12日                     | PUZZLE                                    | 1. PUZZLE 作詞：森雪之丞／作曲・編曲：井上ヨシマサ 2. 涙の雫で愛は生まれた 作詞：森雪之丞／作曲・編曲：井上ヨシマサ 3. だぁーい好きだからね。 作詞・作曲：森口博子／編曲：井上ヨシマサ 4. 悲しき天使 作詞：G.Raskin・漣健児／作曲：G.Raskin／編曲：井上ヨシマサ | Maxi                              | KICM-1306                         | 120位                             |
| 29th                              | 2015年6月17日                     | I wish〜君がいるこの街で〜 (初回限定盤)   | - CD 1. I wish〜君がいるこの街で〜 作詞：西脇唯／作曲・編曲:伊藤心太郎 2. いつもそばに… 作詞：森口博子／作曲・編曲：伊藤心太郎 3. ETERNAL WIND 〜ほほえみは光る風の中〜2015Ver. 作詞：西脇唯／作曲：西脇唯・緒里原洋子／編曲：時乗浩一郎 4. I wish 〜君がいるこの街で〜 off vocal ver. 5. 'いつもそばに… off vocal ver. 6. ETERNAL WIND 〜ほほえみは光る風の中〜2015Ver. off vocal ver. - Blu-ray Disc-1 1. HIROKO MORIGUCHI FIRST CONCERT BARADOLL PANIC HYÛ HYÛ 2. 引越しをするから遊びにおいで 3. HEART VITAMINE TOUR ’93 ときどきドキドキしようよ Disc-2 1. HEART VITAMIN TOUR '95 PARADE 2. Hiroko Moriguchi Concert Tour '96 “SISEN | CD+Blu-ray                        | KICM-91598                        | 43位                              |
| 29th                              | 2015年6月17日                     | I wish〜君がいるこの街で〜 (通常盤)       | - CD 1. I wish〜君がいるこの街で〜 2. いつもそばに… 3. ETERNAL WIND 〜ほほえみは光る風の中〜2015Ver. 4. I wish 〜君がいるこの街で〜 off vocal ver. 5. 'いつもそばに… off vocal ver. 6. ETERNAL WIND 〜ほほえみは光る風の中〜2015Ver. off vocal ver. | CD                                | KICM-1598                         | 43位                              |
| Lantis                            |                                   |                                           | |                                   |                                   |                                   |
| 30th                              | 2015年11月17日                    | 星より先に見つけてあげる                  | 1. 星より先に見つけてあげる 作詞：畑亜貴／作曲・編曲：前山田健一 2. 悲しみたちを抱きしめて 作詞：畑亜貴／作曲・編曲：飯塚昌明 3. 星より先に見つけてあげる off vocal ver. 4. 悲しみたちを抱きしめて off vocal ver. | Maxi                              | LACM-14407                        | 57位                              |
| キングレコード                    |                                   |                                           | |                                   |                                   |                                   |
| 31st                              | 2016年11月16日                    | 宇宙の彼方で                              | 1. 宇宙の彼方で 作詞：森雪之丞／作曲・編曲：服部隆之 2. Day by Day…きっと 作詞：森雪之丞／作曲・編曲：服部隆之 3. ジャブローのシャア 作曲・編曲：服部隆之 4. 神秘の萌芽 作曲・編曲：服部隆之 5. 宇宙の彼方で（Instrumental） 6. Day by Day…きっと（Instrumental） | Maxi                              | KICM-1727                         | 58位                              |
| Buzzic                            |                                   |                                           | |                                   |                                   |                                   |
| 32nd                              | 2017年12月23日                    | 鉄の約束                                  | 1. 鉄の約束 作詞・作曲：だーちー／編曲：Tet Kotani 2. たたかえ!ガンライザー（影山ヒロノブ） 作詞・作曲：だーちー／編曲：中尾嘉輝 3. アイアンファイト（近藤房之助） 作詞：小室みつ子／作曲：だーちー／編曲：中尾嘉輝 | Maxi                              | BZCD-125                          | -                                 |
| キングレコード                    |                                   |                                           | |                                   |                                   |                                   |
| 33rd                              | 2018年2月14日                     | 鳥籠の少年                                | 1. 鳥籠の少年 作詞：ryo／作曲･編曲：Masayoshi Kawabata 2. 生命の声 作詞：森口博子／作曲･編曲：宇佐美宏／Strings arrange:関根佑樹 3. 水の星へ愛をこめて ('85オリジナルバージョン) 作詞：売野雅勇／作曲：ニール･セダカ／編曲：馬飼野康二 | Maxi                              | KICM-1809                         | 35位                              |
| キングレコード / SONIC BLADE      |                                   |                                           | |                                   |                                   |                                   |
| 34th                              | 2022年6月1日                      | Ubugoe                                    | - CD 1. Ubugoe 作詞：松井五郎／作曲：doubleglass／編曲：冨田恵一 2. いまはおやすみ 作詞：井荻麟／作曲：渡辺岳夫／編曲：時乗浩一郎 3. 永遠にアムロ / with VOJA 作詞：井荻麟／作曲：渡辺岳夫／編曲：小野塚晃／コーラス編曲：時乗浩一郎 4. Ubugoe (Instrumental) - Blu-ray（初回限定盤のみ） Disc-1 1. Ubugoe (Music Video) 2. Ubugoe (Making of Music Video) | CD+Blu-ray（初回限定盤）          | KICM-93371                        | 10位                              |
| 34th                              | 2022年6月1日                      | Ubugoe                                    | - CD 1. Ubugoe 作詞：松井五郎／作曲：doubleglass／編曲：冨田恵一 2. いまはおやすみ 作詞：井荻麟／作曲：渡辺岳夫／編曲：時乗浩一郎 3. 永遠にアムロ / with VOJA 作詞：井荻麟／作曲：渡辺岳夫／編曲：小野塚晃／コーラス編曲：時乗浩一郎 4. Ubugoe (Instrumental) - Blu-ray（初回限定盤のみ） Disc-1 1. Ubugoe (Music Video) 2. Ubugoe (Making of Music Video) | CD（通常版）                      | KICM-3371                         | 10位                              |
| 34th                              | 2022年6月1日                      | Ubugoe                                    | - CD 1. Ubugoe 作詞：松井五郎／作曲：doubleglass／編曲：冨田恵一 2. いまはおやすみ 作詞：井荻麟／作曲：渡辺岳夫／編曲：時乗浩一郎 3. 永遠にアムロ / with VOJA 作詞：井荻麟／作曲：渡辺岳夫／編曲：小野塚晃／コーラス編曲：時乗浩一郎 4. Ubugoe (Instrumental) - Blu-ray（初回限定盤のみ） Disc-1 1. Ubugoe (Music Video) 2. Ubugoe (Making of Music Video) | CD（数量限定劇場盤）              | NMAX-1386                         | 10位                              |

#### コラボレーション
| 発売日                       | タイトル                             | 収録曲 | 規格                  | 規格品番              | 最高位                | 発売元                |
| 森口博子 & Dual Dream        | 森口博子 & Dual Dream                | 森口博子 & Dual Dream | 森口博子 & Dual Dream | 森口博子 & Dual Dream | 森口博子 & Dual Dream | 森口博子 & Dual Dream |
| ---------------------------- | ------------------------------------ | --- | --------------------- | --------------------- | --------------------- | --------------------- |
| 1994年2月16日                | Let's Go                             | 1. Let's Go 作詞･作曲：Dual Dream／編曲：Dual Dream・見良津健雄 2. あした元気になあれ 作詞：渡辺なつみ／作曲：上杉洋史／編曲：本間昭光                                                    | 8cmCD                 | KIDS-170              | 13位                  | キングレコード        |
| 森口博子 featured FULL MONTY |                                      | |                       |                       |                       |                       |
| 2003年3月26日                | いざゆけ若鷹軍団                     | 1. いざゆけ若鷹軍団 作詞：原田種良／補作詞：森由里子／作曲：富山光弘 2. 輝きつづけて（森口博子） 作詞：森口博子／作曲：RYUZI／編曲：岩見正明                                              | Maxi                  | PICL-0035             | -                     | パイオニアLDC         |
| 森口博子×鮎川麻弥            |                                      | |                       |                       |                       |                       |
| 2019年10月23日               | 追憶シンフォニア／果てないあの宇宙へ | 1. 追憶シンフォニア 作詞：六ツ見純代／作曲・編曲：あいあい 2. 果てないあの宇宙へ 作詞：藤原隆之／作曲・編曲：網野航平 3. 追憶シンフォニア Instrumental 4. 果てないあの宇宙へ Instrumental | Maxi                  | KICM-3363             | 11位                  | キングレコード        |
| キューティー☆モリモリ        |                                      | |                       |                       |                       |                       |
| 2024年2月6日                 | そろそろ冬ですネェ                   | 1. そろそろ冬ですネェ 作詞・作曲：所ジョージ／編曲：大平勉 | 配信                  |                       |                       | YVSレコード           |

### オリジナル・アルバム
|                                   | 発売日                            | タイトル                          | 規格                                | 規格品番                          |
| キングレコード / スターチャイルド | キングレコード / スターチャイルド | キングレコード / スターチャイルド | キングレコード / スターチャイルド   | キングレコード / スターチャイルド |
| --------------------------------- | --------------------------------- | --------------------------------- | ----------------------------------- | --------------------------------- |
| 1st                               | 1985年11月21日                    | 水の星へ愛をこめて                | LP                                  | K28A-692                          |
| 1st                               | 1985年12月5日                     | 水の星へ愛をこめて                | CD                                  | K32X-69                           |
| キングレコード                    |                                   |                                   |                                     |                                   |
| 2nd                               | 1989年11月21日                    | Prime Privacy                     | CD                                  | 292A-78                           |
| 3rd                               | 1991年11月21日                    | TRANQULITY―やさしい星で―          | CD                                  | KICS-141                          |
| 4th                               | 1992年9月16日                     | 引っ越しをするよ!                 | CD                                  | KICS-226                          |
| 5th                               | 1993年7月7日                      | いっしょに歩いていける            | CD                                  | KICS-310                          |
| 6th                               | 1993年12月1日                     | あした元気になあれ                | CD                                  | KICS-371                          |
| 7th                               | 1994年5月25日                     | LET'S GO                          | CD                                  | KICS-417                          |
| 8th                               | 1995年7月5日                      | PARADE                            | CD                                  | KICS-484                          |
| 9th                               | 1996年9月21日                     | きっと会いたくなるでしょう        | CD                                  | KICS-584                          |
| 10th                              | 1997年9月17日                     | happy happy blue                  | CD                                  | KICS-641                          |
| キングレコード / SONIC BLADE      |                                   |                                   |                                     |                                   |
| 11th                              | 2021年8月4日                      | 蒼い生命                          | CD                                  | KICS-4014                         |
| 11th                              | 2021年8月4日                      | 蒼い生命                          | CD+Blu-ray                          | KICS-94014                        |
| 11th                              | 2021年8月4日                      | 蒼い生命                          | CD+Blu-ray+直筆サイン入りオルゴール | ECB-1376                          |

### ミニ・アルバム
|                | 発売日         | タイトル       | 規格           | 規格品番       | 備考                                                           |
| キングレコード | キングレコード | キングレコード | キングレコード | キングレコード | キングレコード                                                 |
| -------------- | -------------- | -------------- | -------------- | -------------- | -------------------------------------------------------------- |
| 1st            | 1990年2月21日  | VOCAL          | 8cmCD          | KIDA-5003      | 1988年12月5日発売の『Falcom SPECIAL BOX '89』Disc3の単品販売。 |

### カバー・アルバム
|                | 発売日         | タイトル                       | 規格                     | 規格品番       | 備考                                                                                | 最高位         |
| キングレコード | キングレコード | キングレコード                 | キングレコード           | キングレコード | キングレコード                                                                      | キングレコード |
| -------------- | -------------- | ------------------------------ | ------------------------ | -------------- | ----------------------------------------------------------------------------------- | -------------- |
| 1st            | 2019年8月7日   | GUNDAM SONG COVERS             | CD                       | KICS-3790      | ガンダムの主題歌のみ集めたカバーアルバム。                                          | 3位            |
| 2nd            | 2020年9月16日  | GUNDAM SONG COVERS 2           | CD (数量限定生産盤)      | NKCD-6908      | ガンダムの主題歌のみ集めたカバーアルバム第2弾。                                     | 2位            |
| 2nd            | 2020年9月16日  | GUNDAM SONG COVERS 2           | CD (通常盤)              | KICS-3926      | ガンダムの主題歌のみ集めたカバーアルバム第2弾。                                     | 2位            |
| 3rd            | 2022年3月9日   | GUNDAM SONG COVERS 3           | CD+BD (初回限定盤)       | KICS-94039     | ガンダムの主題歌のみ集めたカバーアルバム第3弾。                                     | 3位            |
| 3rd            | 2022年3月9日   | GUNDAM SONG COVERS 3           | CD (通常盤)              | KICS-4039      | ガンダムの主題歌のみ集めたカバーアルバム第3弾。                                     | 3位            |
| 4th            | 2023年5月24日  | ANISON COVERS                  | CD+BD (初回限定盤)       | KICS-94104     | 1980年代から1990年代に発表されたアニメソングのカバーアルバム。                      | 11位           |
| 4th            | 2023年5月24日  | ANISON COVERS                  | CD (通常盤)              | KICS-4104      | 1980年代から1990年代に発表されたアニメソングのカバーアルバム。                      | 11位           |
| 5th            | 2024年8月7日   | ANISON COVERS 2                | CD+BD（初回限定盤）      | KICS-94160     | アニソンカバーアルバムの第2弾。                                                     | 8位            |
| 5th            | 2024年8月7日   | ANISON COVERS 2                | CD（通常盤）             | KICS-4160      | アニソンカバーアルバムの第2弾。                                                     | 8位            |
| 6th            | 2025年6月18日  | GUNDAM SONG COVERS -ORCHESTRA- | CD 2枚組+BD (初回限定盤) | KICS-94203     | 収録楽曲すべてをフルオーケストラとの共演を行った、GUNDAM SONG COVERS スピンオフ作品 | 7位            |
| 6th            | 2025年6月18日  | GUNDAM SONG COVERS -ORCHESTRA- | CD (通常盤)              | KICS-4203      | 収録楽曲すべてをフルオーケストラとの共演を行った、GUNDAM SONG COVERS スピンオフ作品 | 7位            |

### ベスト・アルバム
|                                   | 発売日                            | タイトル                                            | 規格                              | 規格品番                          | 備考 | 最高位                            |
| キングレコード / スターチャイルド | キングレコード / スターチャイルド | キングレコード / スターチャイルド                   | キングレコード / スターチャイルド | キングレコード / スターチャイルド | キングレコード / スターチャイルド | キングレコード / スターチャイルド |
| --------------------------------- | --------------------------------- | --------------------------------------------------- | --------------------------------- | --------------------------------- | --- | --------------------------------- |
| 1st                               | 1989年1月21日                     | STILL LOVE YOU                                      | CD                                | K32X-357                          | このアルバムだけのオリジナル曲3曲が収録されている。 | -                                 |
| キングレコード                    |                                   |                                                     |                                   |                                   | |                                   |
| 2nd                               | 1991年6月21日                     | ETERNAL SONGS                                       | CD                                | KICS-112                          | | 10位                              |
| 3rd                               | 1992年7月22日                     | ETERNAL SONGS II                                    | CD                                | KICS-220                          | | 19位                              |
| 4th                               | 1995年11月22日                    | Best of My Life 〜Moriguchi Hiroko Single Selection | CD                                | KICS-513                          | 初回スリーブケース仕様。 | 18位                              |
| 4th                               | 1995年11月22日                    | KARAOKE Best Of My Life                             | CD                                | KICS-514                          | 『Best of My Life 〜Moriguchi Hiroko Single Selection』のカラオケ盤 | -                                 |
| 5th                               | 1998年2月21日                     | 軌跡                                                | CD                                | KICS-665                          | | -                                 |
| 6th                               | 2000年6月13日                     | ALL SINGLES COLLECTION                              | CD                                | KICS-791/2                        | デビュー曲から「SAY SAY SAY」までの全シングルとボーナストラック｢With Your Love｣収録の2枚組ベストアルバム。初回スリーブケース仕様。                                              | -                                 |
| 7th                               | 2010年7月7日                      | シングル ベスト コレクション                        | CD                                | KICS-1593                         | ガンダムで使用された楽曲を中心に、森口本人が厳選したデビュー25周年記念ベストアルバム。 前ベストアルバム以降にリリースされたシングル、及びカップリングがほとんど収録されている。 | 100位                             |
| 8th                               | 2013年10月2日                     | 森口博子 パーフェクト・ベスト                       | CD                                | KICS-1929                         | 2013年時点で森口がリリースしたシングルのうち、オリコンでポイントの高かった17曲が上位から順に収録されている。                                                                    | 222位                             |

### 映像作品
|                      | 発売日         | タイトル                                                                   | 規格     | 規格品番   |
| -------------------- | -------------- | -------------------------------------------------------------------------- | -------- | ---------- |
| 1st                  | 1986年         | すみれの気持ち -TRY ME AGAIN -                                             | VHS/Beta |            |
| 1st                  | 1986年         | すみれの気持ち -TRY ME AGAIN -                                             | LD       | JM034-8004 |
| キングレコード       |                |                                                                            |          |            |
| 2nd                  | 1990年11月21日 | HIROKO MORIGUCHI 1st CONCERT BARADOLL PANIC HYÛ HYÛ                        | VHS      | KIVM-14    |
| 2nd                  | 1990年11月21日 | HIROKO MORIGUCHI 1st CONCERT BARADOLL PANIC HYÛ HYÛ                        | LD       | KILM-8     |
| 3rd                  | 1992年11月21日 | 引っ越しをするから遊びにおいで                                             | VHS      | KIVM-38    |
| 3rd                  | 1992年11月21日 | 引っ越しをするから遊びにおいで                                             | LD       | KILM-19    |
| 4th                  | 1993年9月22日  | HEART VITAMINE Tour '93 ときどきドキドキしようよ                           | VHS      | KIVM-49    |
| 4th                  | 1993年9月22日  | HEART VITAMINE Tour '93 ときどきドキドキしようよ                           | LD       | KILM-24    |
| 5th                  | 1995年3月3日   | VITAMINES                                                                  | VHS      | KIVM-84    |
| 5th                  | 1995年3月3日   | VITAMINES                                                                  | LD       | KILM-40    |
| 6th                  | 1995年12月6日  | HEART VITAMIN Tour '95 PARADE                                              | VHS      | KIVM-94    |
| 6th                  | 1995年12月6日  | HEART VITAMIN Tour '95 PARADE                                              | LD       | KILM-39    |
| 7th                  | 1997年3月5日   | Hiroko Moriguchi Concert Tour '96 SISEN                                    | VHS      | KIVM-208   |
| 7th                  | 1997年3月5日   | Hiroko Moriguchi Concert Tour '96 SISEN                                    | LD       | KILM-50    |
| ClubM                |                |                                                                            |          |            |
| 8th                  | 1998年6月      | '97 Concert Tour 1997 Happy Happy Blue                                     | VHS      |            |
| 9th                  | 2000年4月      | '99 15th ANNIVERSARY CONCERT                                               | VHS      |            |
| 10th                 | 2001年4月      | '01 New Year Live 2001〜21世紀への贈りもの〜                               | VHS      |            |
| 11th                 | 2003年         | '02 Song for you Vol.1〜tant tant tant〜                                   | VHS      |            |
| ノーリーズン         |                |                                                                            |          |            |
| 12th                 | 2005年12月24日 | '05 HIROKO MORIGUCHI 20th Annversary Concert 〜出逢ってくれて ありがとう〜 | DVD      | NORS-1001  |
| 13th                 | 2010年12月     | HIROKO MORIGUCHI 25th Anniversary Concert 〜PUZZLEな時間〜                 | DVD      | NORS-1002  |
| キャピタルヴィレッジ |                |                                                                            |          |            |
| 14th                 | 2015年10月28日 | HIROKO MORIGUCHI 30th Anniversary Concert I wish〜君がいるこの街で〜       | DVD      | CVOV-8005  |

### 参加楽曲
| 発売日         | 商品名                                              | 歌                                                                                   | 楽曲                                              | 備考                                                         |
| -------------- | --------------------------------------------------- | ------------------------------------------------------------------------------------ | ------------------------------------------------- | ------------------------------------------------------------ |
| 1986年11月21日 | 活劇少女探偵団音楽集                                | 森口博子                                                                             | 「見守りたいの」                                  | OVA『活劇少女探偵団』エンディングテーマ                      |
| 1987年7月21日  | シャコタン☆ブギ                                     | 森口博子                                                                             | 「初めての哀愁」                                  | 映画『シャコタン☆ブギ』関連曲                                |
| 1987年7月21日  | シャコタン☆ブギ                                     | 森口博子                                                                             | 「ナンパ上手のTPO」                               | 映画『シャコタン☆ブギ』関連曲                                |
| 1987年6月21日  | 純情クレイジーフルーツ                              | 森口博子                                                                             | 「花を贈らないで」                                | ビジュアルサウンド・シリーズ『純情クレイジーフルーツ』関連曲 |
| 1994年9月30日  | 女神天国                                            | 森口博子                                                                             | 「パラダイス」                                    | PCエンジン『女神天国』主題歌                                 |
| 2002年5月29日  | RUNNING ON                                          | 木根尚登                                                                             | 「UNKNOWN TOWN〜見知らぬ街〜 featuring 森口博子」 |                                                              |
| 2002年5月29日  | Tenderness 〜best works〜                           | 藤原いくろう                                                                         | 「promised land」                                 | ボーカルとして参加。                                         |
| 2004年5月19日  | じゃがいもの唄                                      | 森進一、森昌子、川中美幸、森口博子、黒柳徹子                                         | 「じゃがいもの唄」                                | 「じゃがいもの会」テーマソング                               |
| 2009年10月21日 | 翔べ!ガンダム／永遠にアムロ                         | 麻倉あきら、鮎川麻弥、鵜島仁文、川添智久、TSUKASA、長友仍世、MIQ、森口博子、米倉千尋 | 「翔べ! ガンダム」                                |                                                              |
| 2009年10月21日 | 翔べ!ガンダム／永遠にアムロ                         | 麻倉あきら、鮎川麻弥、鵜島仁文、川添智久、TSUKASA、長友仍世、MIQ、森口博子、米倉千尋 | 「永遠にアムロ」                                  |                                                              |
| 2016年9月7日   | ザ・ピーナッツ トリビュート・ソングス               | 森口博子、マルシア                                                                   | 「大阪の女」                                      |                                                              |
| 2022年10月12日 | Affection 〜YU HAYAMI 40th Anniversary Collection〜 | 早見優、松本伊代、森口博子                                                           | 今が一番好き                                      |                                                              |

### タイアップ一覧
| 曲名                                      | タイアップ                                                                       | 収録作品                                                         |
| ----------------------------------------- | -------------------------------------------------------------------------------- | ---------------------------------------------------------------- |
| 水の星へ愛をこめて                        | テレビアニメ『機動戦士Ζガンダム』主題歌                                          | シングル「水の星へ愛をこめて」                                   |
| 銀色ドレス                                | テレビアニメ『機動戦士Ζガンダム』挿入歌                                          | シングル「水の星へ愛をこめて」                                   |
| 上級生                                    | NHK『みんなのうた』放送曲（1985年12月 - 1986年1月）                              | シングル「すみれの気持ち -TRY ME AGAIN-」                        |
| Still Love You                            | OVA『サーキットエンジェル 〜決意のスターティング・グリッド〜』エンディングテーマ | シングル「Still Love You」                                       |
| Generation                                | OVA『サーキットエンジェル 〜決意のスターティング・グリッド〜』オープニングテーマ | シングル「Still Love You」                                       |
| 枯葉色のスマイル                          | 「キリンレモン・ウイティ」イメージ・ソング                                       | シングル「枯葉色のスマイル」                                     |
| エンドレス・ドリーム                      | テレビアニメ『エースをねらえ!2』オープニングテーマ                               | シングル「エンドレス・ドリーム」                                 |
| 遠くから見ていて                          | テレビアニメ『エースをねらえ!2』エンディングテーマ                               | シングル「エンドレス・ドリーム」                                 |
| サムライハート                            | テレビアニメ『鎧伝サムライトルーパー』オープニングテーマ                         | シングル「サムライハート」                                       |
| BE FREE                                   | テレビアニメ『鎧伝サムライトルーパー』エンディングテーマ                         | シングル「サムライハート」                                       |
| あの日のフォトグラフ                      | オリジナルドラマCD『天空伝サムライトルーパー』エンディングテーマ                 | ベストアルバム『ETERNAL SONGS』                                  |
| 夢の合鍵                                  | 武蔵高等予備校 イメージソング                                                    | シングル「夢の合鍵」                                             |
| 恋はタヒチでアレアレア!                   | テレビ東京系『森口博子のメガキッズTV』テーマソング                               | シングル ｢恋はタヒチでアレアレア!｣                               |
| 恋はタヒチでアレアレア!                   | フジテレビ系『志村けんのだいじょうぶだぁ』エンディングテーマ                     | シングル ｢恋はタヒチでアレアレア!｣                               |
| 遊ばなくっちゃくるっちゃう                | テレビ朝日系『ビデオあなたが主役』オープニングテーマ                             | シングル ｢恋はタヒチでアレアレア!｣                               |
| ETERNAL WIND〜ほほえみは光る風の中〜      | 映画『機動戦士ガンダムF91』主題歌                                                | シングル「ETERNAL WIND〜ほほえみは光る風の中〜」                 |
| 君を見つめて -The time I'm seeing you-    | 映画『機動戦士ガンダムF91』挿入歌                                                | シングル「ETERNAL WIND〜ほほえみは光る風の中〜」                 |
| 僕は君のティンカーベル                    | 自民党CMイメージソング                                                           | ベストアルバム『ETERNAL SONGS II』                               |
| 夢がMORI MORI                             | フジテレビ系『夢がMORI MORI』オープニングテーマ                                  | シングル「夢がMORI MORI」                                        |
| スピード                                  | フジテレビ系『夢がMORI MORI』SUPER KICK BASE テーマ曲                            | シングル「スピード」                                             |
| ホイッスル                                | フジテレビ系『夢がMORI MORI』オープニングテーマ                                  | シングル「ホイッスル」                                           |
| 愛は夢のとなりに 〜Dear Formula 1 Pilot〜 | テレビ朝日系『F1 ジャパン・グランプリ93』テーマソング                            | シングル ｢愛は夢のとなりに 〜Dear Formula 1 Pilot〜｣             |
| Let's Go                                  | フジテレビ系『夢がMORI MORI』オープニングテーマ                                  | コラボレーションシングル「Let's Go」                             |
| LUCKY GIRL 〜信じる者は救われる〜         | フジテレビ系『夢がMORI MORI』オープニングテーマ                                  | シングル「LUCKY GIRL 〜信じる者は救われる〜」                    |
| もっとうまく好きと言えたなら              | フジテレビ系『夢がMORI MORI』オープニングテーマ                                  | シングル「もっとうまく好きと言えたなら」                         |
| もっとうまく好きと言えたなら              | ダイハツMIRA CMソング                                                            | シングル「もっとうまく好きと言えたなら」                         |
| あなたのそばにいるだけで                  | フジテレビ系『夢がMORI MORI』オープニングテーマ                                  | シングル「あなたのそばにいるだけで」                             |
| あなたのそばにいるだけで                  | ダイハツMIRA CMソング                                                            | シングル「あなたのそばにいるだけで」                             |
| あなたといた時間                          | フジテレビ系『夢がMORI MORI』オープニングテーマ                                  | シングル「あなたといた時間」                                     |
| あなたといた時間                          | オリエントコーポレーションTV CFソング                                            | シングル「あなたといた時間」                                     |
| Naturally〜愛にかえる日〜                 | 緑の募金イメージソング                                                           | 限定シングル｢Naturally〜愛にかえる日〜｣                          |
| Naturally〜愛にかえる日〜                 | 緑の募金イメージソング                                                           | アルバム『きっと会いたくなるでしょう』                           |
| 視線                                      | スリムビューティハウス イメージソング                                            | シングル「視線」                                                 |
| いちばん深い夜と朝のあいだで              | 『創竜伝』テーマソング                                                           | シングル「その胸の中でずっとずっと」                             |
| Someday Everyday                          | テレビ朝日『ラ・ラKiss』オープニングテーマ                                       | シングル「Someday Everyday」                                     |
| 一人じゃないよ                            | TBS系 花王 愛の劇場『さしすせそ!?』主題歌                                        | シングル「一人じゃないよ」                                       |
| With Your Love                            | 映画 『しあわせ家族計画』主題歌                                                  | ベストアルバム『ALL SINGLES COLLECTION』                         |
| 明日、風に吹かれて                        | NHK BS2『BSジュニアのど自慢』エンディングテーマ                                  | シングル「明日 風に吹かれて」                                    |
| いざゆけ若鷹軍団                          | 福岡ダイエーホークス公式球団歌                                                   | コラボレーションシングル「いざゆけ若鷹軍団」                     |
| 輝きつづけて                              | 福岡ダイエーホークス公式球団歌                                                   | コラボレーションシングル「いざゆけ若鷹軍団」                     |
| 優しくなりたい                            | TBS系 花王 愛の劇場『うちはステップファミリー』主題歌                            | シングル「優しくなりたい」                                       |
| もうひとつの未来〜starry spirits〜        | PlayStation 2『SDガンダム GGENERATION SPIRITS』オープニングテーマ                | シングル ｢もうひとつの未来〜starry spirits〜｣                    |
| それでも、生きる                          | PlayStation 2『SDガンダム GGENERATION SPIRITS』エンディングテーマ                | シングル ｢もうひとつの未来〜starry spirits〜｣                    |
| I wish〜君がいるこの街で〜                | TBS系『噂の!東京マガジン』エンディングテーマ                                     | シングル「I wish〜君がいるこの街で〜」                           |
| I wish〜君がいるこの街で〜                | 映画『笑顔の向こうに』挿入歌                                                     | シングル「I wish〜君がいるこの街で〜」                           |
| 星より先に見つけてあげる                  | テレビアニメ『ワンパンマン』エンディングテーマ                                   | シングル「星より先に見つけてあげる」                             |
| 悲しみたちを抱きしめて                    | テレビアニメ『ワンパンマン』特別エンディングテーマ（第1期最終話エンディング曲）  | シングル「星より先に見つけてあげる」                             |
| 宇宙の彼方で                              | 映画『機動戦士ガンダム THE ORIGIN IV 運命の前夜』主題歌                          | シングル「宇宙の彼方で」                                         |
| 鉄の約束                                  | テレビ岩手『鉄神ガンライザー零』オープニングテーマ                               | シングル「鉄の約束」                                             |
| 鳥籠の少年                                | SANKYO『CRフィーバー機動戦士Zガンダム』搭載曲                                    | シングル「鳥籠の少年」                                           |
| 生命の声                                  | SANKYO『CRフィーバー機動戦士Zガンダム』搭載曲                                    | シングル「鳥籠の少年」                                           |
| 追憶シンフォニア                          | SANKYO『CRフィーバー機動戦士ガンダム 逆襲のシャア』搭載曲                        | コラボレーションシングル「追憶シンフォニア／果てないあの宇宙へ」 |
| 果てないあの宇宙へ                        | SANKYO『CRフィーバー機動戦士ガンダム 逆襲のシャア』搭載曲                        | コラボレーションシングル「追憶シンフォニア／果てないあの宇宙へ」 |
| Ubugoe                                    | 映画『機動戦士ガンダム ククルス・ドアンの島』主題歌                              | シングル「Ubugoe」                                               |

## 出演

### バラエティ番組
- パァーッといこうぜい（1987年、テレビ朝日）
- パオパオチャンネル（1987年 - 1989年、テレビ朝日） - 木曜アシスタント。
- ものまね王座決定戦（1987年 - 1990年・2012年7月6日・2012年12月28日・2013年12月28日、フジテレビ）
- カッ飛び!花マル塾（1990年、テレビ朝日） - 準レギュラー。
- ビデオあなたが主役（テレビ朝日） - 不定期出演。
- キャッチアップ（1987年-1988年、TBS） - catcher
- クイズ!年の差なんて（1988年 - 1993年、フジテレビ）
- 世界の超豪華・珍品料理（1988年 - 1996年頃、フジテレビ） - 不定期レポーター。
- 森田一義アワー 笑っていいとも! （1989年 - 1997年、フジテレビ）
- クイズ日本昔がおもしろい（1989年 - 1990年、TBS）
- アッコのかるーく見てみたい（1989年 - 1990年、TBS）
- 花嫁するの本当ですか（1989年 - 1990年、テレビ東京）
- 邦ちゃんのやまだかつてないテレビ（1989年 - 1992年、フジテレビ）
- ドリフ大爆笑（1990年 - 1991年、フジテレビ）
- 志村けんのだいじょうぶだぁ（1990年 - 1991年、フジテレビ）
- 森口博子のメガキッズTV（1990年、テレビ東京）
- 世界まるごと2001年（1990年 - 1991年、毎日放送） - 不定期出演。
- やる気マンマン日曜日（1987年 - 1989年、TBS） - 不定期出演。
- いきなり!クライマックス（1990年、TBS）
- ギミア・ぶれいく（1990年 - 1992年、TBS）
- クイズ!タモリの音楽は世界だ（1990年 - 1994年、テレビ東京）
- はじめてのおつかい（1991年 - 、日本テレビ） - 司会
- 音楽バラエティー 夜にありがとう（1991年 - 1992年、NHK総合）
- 石坂・森口のくっきん夫婦（1991年 - 1992年、毎日放送）
- 夢がMORI MORI（1992年 - 1995年、フジテレビ）
- ハートにジャストミート（1992年 - 1993年、日本テレビ）
- 朝だ!生です旅サラダ（朝日放送）
- プロ野球ニュース（1993年4月 - 1994年3月） - 月曜メインキャスター。
- マジカル頭脳パワー!!（日本テレビ） - 1991年3月30日- 一時期準レギュラー出演。
- 超人!コロシアム（1994年 - 1995年、TBS）
- 世界ウルルン滞在記（毎日放送） - 不定期パネラー。
- 世界お宝ハンティング 勝負は目利き（1995年 - 1996年、TBS）
- ネプリーグ (2011年3月7日-)
- 歌うま女王は誰だ!?歌がうまい王座決定戦 春の大激突スペシャル（2011年3月8日、フジテレビ）
- 爆笑そっくりものまね紅白歌合戦スペシャル（2011年3月18日・2011年9月27日・2011年12月31日・2012年3月24日・2012年9月21日・2013年2月1日・2013年4月12日・2013年10月29日、フジテレビ）
- 伝えてピカッチ（NHK総合） - 不定期出演

### 音楽番組
- レッツゴーヤング（1985年・1986年、NHK総合）

1985年12月15日　上級生
1986年3月16日　すみれの気持ち
- ポップジャム（1994年 - 1997年度、NHK総合）- 司会、以後も歌手として出演
- THE夜もヒッパレ（不定期、日本テレビ）
- 第5回NHK新人歌謡コンテスト（1995年、NHK総合）- 司会
- ふたりのビッグショー（NHK総合）工藤静香、西田ひかる、デューク・エイセスと各回共演
- 青春のポップス（1998年 - 1999年度、NHK総合）- アシスタント、BS青春のポップスも多数出演
- BSジュニアのど自慢（1999年 - 2004年、NHK BS2） - 司会
- 第5回家族で選ぶにっぽんの歌（1998年10月24日、NHK総合）
- 第9回古関裕而記念音楽祭（2000年1月29日、NHK総合）
- ミュージックステーション（テレビ朝日）
- わが心の大阪メロディー（2003年11月1日、NHK総合）
- 歌謡チャリティーコンサート（2005年11月23日、NHK総合）
- 年忘れにっぽんの歌（2006年12月31日、テレビ東京）
- BSアニメ主題歌大全集2009（2009年5月2日、NHK BS2）
- アニソンのど自慢（2009年5月4日・5月30日、NHK大阪放送局）
- NHKのど自慢（NHK総合・ラジオ第1・FM[39]）- ゲスト
- BOMBER-E ガンダム30周年祭ライヴイベント（2009年8月4日、メ〜テレ）
- 歌の楽園（2011年2月20日、テレビ東京）
- 日本歌手協会歌謡祭・歌謡フェスティバル（2012年 - 、テレビ東京・BSテレビ東京）- 司会・出場歌手
- アニソンのど自慢G（2014年12月27日ほか、NHK BSプレミアム）- 司会
- NHK歌謡コンサート（2014年、NHK総合）
- BS日本のうた（NHK BSプレミアム）
- 大河ドラマ「軍師官兵衛」トーク&コンサート（2014年12月7日、NHK総合）- 司会
- 木曜8時のコンサート（2015年3月12日、テレビ東京）
- あいどりゅ☆（2015年10月7日 - 2016年3月30日、日本海テレビ） - MC
- 日本の名曲　人生、歌がある（2016年5月4日、BS朝日）「プレイバックPart2」「可愛い花」「恋のフーガ」「別れの朝」
- 大地の恵み・日本農業賞記念コンサート（2017年4月2日、NHK総合）
- ももいろ歌合戦（2017年 - 、BS日テレ・フジテレビNEXT・ニッポン放送など）
- Anison Days（2017年7月6日 - 、BS11） - メインMC
- 第61回輝く!日本レコード大賞 (2019年12月30日、TBSテレビ・ラジオ）
- うたコン（2016年 - 、NHK総合）
- NHKバーチャル紅白歌合戦（2020年1月1日、NHK総合）[40]
- 乃木坂スター誕生!2 (2021年11月2日、日本テレビ）
- 2021 FNS歌謡祭 第2夜(フジテレビ系、2021年12月8日)[41]

### NHK紅白歌合戦出場歴
| 年度/放送回              | 曲目                                  | 対戦相手               | 備考 |
| ------------------------ | ------------------------------------- | ---------------------- | --- |
| 1991年（平成3年）/第42回 | ETERNAL WIND 〜ほほえみは光る風の中〜 | スモーキー・マウンテン | |
| 1992年（平成4年）/第43回 | スピード                              | SMAP                   | |
| 1993年（平成5年）/第44回 | ホイッスル                            | 細川たかし             | 特別企画として「セーラームーン」の主題歌である『ムーンライト伝説』を坂本冬美・西田ひかると共にセーラー戦士のコスプレで歌唱した。 |
| 1994年（平成6年）/第45回 | Let's Go!                             | SMAP                   | |
| 1995年（平成7年）/第46回 | あなたといた時間                      | 藤井フミヤ             | |
| 1996年（平成8年）/第47回 | 視線                                  | 美川憲一               | |

第41回（1990年）はゲスト出演している。

### テレビドラマ
- 月とスッポン スーパーギャルはだれが好き?（1986年9月8日、フジテレビ）
- セーラー服反逆同盟（1986年10月3日、日本テレビ）
- ザ・ハングマン6 第3話「胃袋パンクまで水を飲ませろ!」（1987年3月6日、朝日放送） - ヒロコ 役
- 桃色学園都市宣言!! 曙橋みすずや学園（1987年 - 1988年、フジテレビ）
- 東京ゲーム（1988年、TBS）
- 光GENJI青春ドラマ あぶない少年II（1988年6月1日、テレビ東京）
- 南野陽子のおかしなおかしな大脱走（1988年10月5日、TBS）
- アイラブユーからはじめよう（1989年、TBS）
- 白鳥麗子でございます!（1989年8月28日、TBS）
- Y殺人事件 湯けむりスキーと女子大生!?（1990年、TBS） - 本人 役
- ナースステーション（1991年、TBS）
- 世にも奇妙な物語「逆転」（1992年、フジテレビ）
- For You（1995年、フジテレビ）
- 土曜ワイド劇場（テレビ朝日）
  - 山村美紗サスペンス 京都お見合いツアー殺人事件（1997年11月1日・1998年6月6日） - 主演・池奈津子 役
  - おとり捜査官・北見志穂 13 バスローブ連続殺人（2008年12月13日）
- 花王 愛の劇場 さしすせそ!?（1997年、TBS） - 主演
- 七人のサムライ J家の反乱（2000年8月12日、朝日放送）
- HOTELスペシャル 2000 秋 姉さん!ビックリ大事件です!?（2000年、TBS）
  - HOTELスペシャル 2001 秋 姉さん!恐怖です（2001年、TBS）
  - HOTELスペシャル 2002 春 姉さん困ってます!!（2002年、TBS）
- 警視庁鑑識班 12（2001年、日本テレビ）
- 月曜ミステリー劇場（TBS）
  - 駅前タクシー湯けむり事件案内（2003年2月17日・2004年8月16日・2005年8月8日） - 梅沢香奈恵 役
  - 弁護士二重丸承子 赤い不在証明（アリバイ）（2005年）
- 連続テレビ小説 てるてる家族（2003年 - 2004年、NHK総合）
- うちはステップファミリー（2005年、TBS） - 主演
- 働く女のミステリー3 出張料理人 〜最後の晩餐届けます〜（2006年、日本テレビ）
- パセリ（2007年、KBS京都） - 山田由希子 役
- 税務調査官・窓際太郎の事件簿18・浜松で一億円横領事件（2009年4月20日、TBS） - 柿山志帆 役
- 最後から二番目の恋（2012年、フジテレビ） - 荒木啓子 役
  - 最後から二番目の恋 2012年秋（2012年）
  - 続・最後から二番目の恋（2014年）
  - 続・続・最後から二番目の恋（2025年）[42]
- 博多弁の女の子はかわいいと思いませんか?（2019年、福岡放送）

### その他のテレビ番組
- いま得!（2005年 - 2006年、テレビ朝日）
- 趣味悠々 中高年のための携帯電話活用術入門（2007年、NHK教育）
- ゆうどきネットワーク（2007年12月6日、NHK総合）
- 九州沖縄スペシャルただいま（2008年5月8日、NHK福岡）
- THE TIME,（2024年2月5日・12日・19日・26日、TBS）2月月曜日マンスリーレギュラー

### ラジオ番組
- 土曜音楽パラダイス（2005年、NHKラジオ第1） - 遠藤久美子とのローテーションで出演
- 今夜も大入り!渋谷・極楽亭（2006年 - 2011年2月26日[注釈 31]、NHKラジオ第1）
- FMシアター『これが私の歌う道』（2009年4月25日、NHK-FM） - 相原めぐみ 役
- ジャパニーズ・ゴールデン・ポップス（2011年12月28日、NHK-FM）
- 出会いは!みんようび（2024年4月5日 - 、NHK-FM）
- 林原めぐみのTokyo Boogie Night（2010年7月11日） - キー局のTBSラジオでは同日に選挙報道があったため、同局以外のネット局で放送。
- 伊集院光とらじおと（2018年2月13日、TBSラジオ）
- 林原めぐみのTokyo Boogie Night（2019年8月4日、TBSラジオ）
- 林原めぐみのTokyo Boogie Night（2020年9月13日、TBSラジオ） - コメント出演
- 森口博子 MORI MORI ナイト（2022年9月25日・2023年11月23日、TBSラジオ）
- 森口博子 ナンバショット!（1994年 - 1997年、文化放送）
- ミュージックギフト〜音楽・地球号（文化放送）
- Anison Days+（2018年10月6日 - 2020年9月25日、文化放送）
- 青春コール東京ハラギャーテーズ（1990年、ニッポン放送）
- 大槻ケンヂのオールナイトニッポン（1991年6月18日、ニッポン放送）
- 博子のPAOPAOステーション（1985年 - 1987年、東海ラジオ）[4]
- 林原めぐみのHeartful Station（2010年7月10日、ラジオ関西）
- 街角ステーション 僕らのラジオ（2010年5月31日、ラジオ大阪）
- 森口博子 ヒッツ・イン・モーション（1994年 - 1998年頃、TOKYO FM）
- NISSAN あ、安部礼司〜BEYOND THE AVERAGE（TOKYO FM） - 第64回 森内博子 役
  - あ、安部礼司 -BEYOND THE AVERAGE- 電リク!今ツボだらけのくりすまスペシャル! （2007年12月24日、TOKYO FM）
- SKY GATE KISS & SMILE（2011年1月 -2019年3月 、bayfm）
- KISS & SMILE（2019年4月 - 、bayfm）
- ウィティ MIDNIGHT CINQ（1987年、FM横浜）

### 舞台
- ミュージカル BAD BOYS BAD GIRLS（1987年）
- とげぬき音楽隊（2002年）
- 孤愁の岸（2004年）
- 大須純情音楽隊（2006年）
- 阿修羅のごとく（2006年）
- ミュージカル タイタニック（2007年）
- ミュージカル SHOUT! （2008年）
- ミュージカル アニー（2010年） - ミス・ハニガン役
- 桂由美物語（2016年）

### 映画
- どっちもどっち（1990年）
- ちんちろまい（2000年）
- バブルへGO!! タイムマシンはドラム式（2007年）

### テレビアニメ
- かえるのピクルス - きもちのいろ -（2020年、BS12）[43]

### ネット配信
- つか金フライデーDOUGA （2011年7月1日 - 10月6日、見参楽（現・フジテレビ+））

### CM
- らくのう牛乳（現・熊本県酪農業協同組合連合会）「らくのう牛乳」（1983年）
- キッコーマン（1989年）
- ほっかほっか亭（1989年）
- カネボウ食品本部「いちごのしずく」（1989年 - 1993年）、「ベルミーかんコーヒー」（1989年 - 1991年）
- 花王「シフォネ」（1990年）、「ソフィーナ セラティ」（1997年 - 1998年）
- 松下電工（1990年 - 1995年）
- 富士フイルム（1991年）
- ライオン「be4°LION」（1991年 - 1994年）、「ヒーリングシート」（1999年 - 2000年）
- 日本高速通信（1992年 - 1993年）
- カネボウフーズ「ソフティフレッシュ[44]」（1993年 - 1994年）、「季節のデザート」（1993年 - 1994年）
- アサヒビール（1994年 - 1995年）
- ダイハツ工業「ミラ」（1994年 - 1995年）、「ミラ モデルノ」（1995年 - 1996年）
- グリコ「キスミントガム」（1995年）
- オリエントコーポレーション（1996年 - 1998年）
- 宝酒造「カルシウムパーラー」（1996年）
- ハウス食品「うまかっちゃん九州とんこつ[45]」（1998年） - 高杢禎彦との共演。
- 武田薬品工業（現・アリナミン製薬）「ベンザブロック」（2004年 - 2005年頃） - 和久井映見との共演。
- やまやコミュニケーションズ「辛子明太子」（2007年 - 2008年）
- 丸美屋食品工業「麻婆豆腐の素[46]」（2011年） - 三宅裕司との共演。
- 小林製薬「命の母A」（2016年）

### ゲーム
- 女神天国（1994年、NECホームエレクトロニクス） - 主題歌「パラダイス」の歌唱を担当。
- 森口博子のクイズでヒューヒュー（1995年、タイトー）

### 出版物
書籍
- フレッシュスコラ14（1988年、スコラ）
- 別冊スコラ16「WOW!」（1990年、スコラ）
- 元気な恋してる?（1992年、祥伝社）
- 悩んだら森口に聞け!（1992年、光文社）
- モリグチの元気だってば! みんな悩んで大きくなぁれ! （1992年、学習研究社）
- もっとうまく好きと言えたなら（1995年、エフエム東京）

ビデオ
- VIDEO スコラ nu!（1990年、スコラ）
- VIDEOスコラ（1992年、スコラ）
- 元気に再チャレンジ! 〜キラキラしている女性たち〜（2006年、内閣府男女共同参画局）[47]

## 主なものまねネタ
- アグネス・チャン
- 石川秀美
- 岩井由紀子
- 鬼束ちひろ
- 菊池桃子
- 工藤静香
- 小林幸子
- 椎名林檎
- 西田ひかる
- 西野カナ
- 元ちとせ
- 一青窈
- 平原綾香
- BoA
- 牧瀬里穂
- 松田聖子
- MISIA
- 森山良子